# Gazprom Hungarian Open
A Gazprom Hungarian Open minden év április végén megrendezett tenisztorna férfiak számára Budapesten.
Az ATP 250 Series tornák közé tartozik, összdíjazása 540 310 euró. A versenyen 28 versenyző vehet részt.
A mérkőzéseket salak borítású pályákon játsszák, 2017 óta.
A verseny 2017-ben került az ATP versenynaptárába, a bukaresti BRD Năstase Țiriac Trophy helyére így ebben az évben rendezhetett Magyarország először ATP tornát.

## Győztesek

### Egyéni
| Év   | Győztes       | Ellenfél a döntőben | Eredmény a döntőben |
| ---- | ------------- | ------------------- | ------------------- |
| 2017 | Lucas Pouille | Aljaz Bedene        | 6-3, 6-1            |

### Páros
| Év   | Győztesek                   | Ellenfelek a döntőben               | Eredmény a döntőben |
| ---- | --------------------------- | ----------------------------------- | ------------------- |
| 2017 | Brian Baker / Nikola Mektic | Juan Sebastian Cabal / Robert Farah | 7-6(2), 6-4         |